# Google Desktop
Google Desktop — програма, призначена для пошуку у файлах, що зберігаються на комп'ютері (наприклад, документах, повідомленнях електронної пошти, музиці, фотографіях, чатах і історіях вебмережі), яка дозволяє додавати корисні гаджети і плагіни для розширення функціональності й інтегрувати з різними додатками як у мережі (RSS Reader, Gmail, Google Notebook, і т. д..), так і локально.
Після установки і запуску Google Desktop індексує вибрані файли. Результати пошуку можна переглядати через веббраузер (що не означає, що вони доступні в Інтернеті, браузер підключається до програми локально), інтерфейс дуже схожий на використовуваний у пошуковій системі Google. У вересні 2011 року Google оголосила про завершення Google Desktop проєкту, тобто всіх пов'язаних елементів його складу — API, послуги, плагіни і віджети. Програма позбулася підтримки і стала недоступна для скачування 14 вересня 2011.